# Peter Kochupuruckal
Peter Kochupuruckal (ur. 29 maja 1964 w Marangoli) – indyjski duchowny syromalabarski, biskup pomocniczy Palghat w latach 2020–2022, biskup diecezjalny Palghat od 2022.

## Życiorys

### Prezbiterat
Święcenia kapłańskie otrzymał 29 grudnia 1990 i został inkardynowany do eparchii Palghat. Pracował głównie w sądzie biskupim, m.in. jako obrońca węzła małżeńskiego, promotor sprawiedliwości oraz jako wikariusz sądowy. Był także m.in. rektorem niższego seminarium, kanclerzem kurii oraz syncelem ds. seminarzystów i osób konsekrowanych.

### Episkopat
15 stycznia 2020 papież Franciszek mianował go biskupem pomocniczym eparchii Palghat nadając mu stolicę tytularną Lares. Sakry udzielił mu 18 czerwca 2020 biskup Jacob Manathodath.
15 stycznia 2022 został mianowany biskupem diecezjalnym tejże eparchii.